# SimCity 2000
SimCity 2000 je budovatelská strategická počítačová hra, druhá ze série SimCity zaměřené na simulaci budování funkčního města. Je pokračováním bestsellerové hry SimCity. Toto pokračování bylo velmi úspěšné a rozšířilo se na většinu platforem té doby.

## Vývoj
Hru vydala společnost Maxis v roce 1993 na počítače s operačním systémem Mac Os. Oproti předchozí hře SimCity se na tomto dílu podílelo i vývojářské studio Full Cat.
Společnost Maxis se zatím od doby, kdy do ní vešel Will Wright, rozrostlo.

## Hratelnost

### Grafika
Grafika hry je ve 3D a není z ptačí perspektivy. Přesněji: Jedná se o izometrický dimetrický pohled.

### Engine
SimCopter

### Hratelnost
Hratelnost je lepší oproti předchozí verzi hry.

### Herní svět
Velké změny zaznamenal také herní svět. V této verzi jsou součástí krajiny i kopce, terénní útvary, nebo vodopády. Výrazně se rozšířil výběr budov, které lze postavit.

## Verze a distribuce

### Macintosh
První verze hry.

### Risc OS
V této verzi hry je jiná hudba než v ostatních verzích.

### Sega Saturn
Tato hra byla jedna z prvních, které byly na tuto platformu oznámeny.
Tato verze je o něco pozměněna. Je vylepšená grafika pro všechny budovy. Jsou tu také 3D animace.
Verze také obsahuje několik animovaných videí.
Jsou zde nové scénáře. No ne nové, ale z balíčku Great Disasters.

### Nintendo 64
Modifikace od Nintenda: Minihry, katastrofy, atd...

### Nintendo 64DD
Jsou tu také nové funkce.

### Super NES
Chybou hry bylo, že byla spuštěna na konci prodejů. Je tu méně funkcí, ale i pár změn.

### Game Boy Advanced
Hra obsahovala méně funkcí než jiné, byla ale skoro stejná jako ostatní. Neexistuje vodní systém, ale i tak se jedná o dobrou hru - to díky lepší přenositelnosti konzole.

### Windows
Maxis nezapomnělo na Windows. Je tu úplná původní verze.

### PlayStation
Hra byla vydána celkem na tři systémy - Na PlayStation, na PlayStation Portable a díky zpětné kompatibilitě i na PlayStation 2.

## Hra
Hra nemá stejně jako SimCity žádný pevný cíl.

### Budování
Tato hra je hlavně o budování a strategii, kde záměrem je vybudovat funkční město.

### Simové
Simové jsou fiktivní obyvatelé hry.

#### Životní úroveň
Hlavním faktorem v této hře je životní úroveň. Obyvatelům se například nebude líbit dům v blízkosti průmyslové zóny. Naopak budou šťastní s domem např. u pláže.

#### Zlepšování životní úrovně
Životní úroveň se zlepšuje dostupnými službami a krajinou.

### Scénáře
Scénáře zahrnují často hotové město zasažené katastrofou. Hráč pak musí město opravit.

### Katastrofy
Jsou tři druhy katastrof:

#### Místní
Tato katastrofa zničí jen určitou část města.

#### Velké
Zničí velký kus města

#### Obrovské
Tyto katastrofy město zruinují.

## Prodej a hodnocení

### Prodeje

#### USA
Tato hra byla mezi lety 1993 až 1999 devátá nejprodávanější v USA. Prodalo se 1,4 milionu kopií. Jen roku 1996 přesáhly prodeje 500 000 kusů.

#### Svět
Celosvětově se prodalo 3,4 milionů kopií hry.

### Hodnocení
Hra byla hodnocena převážně pozitivně. V roce 2016 se v anketě časopisu Time o 50 nejlepších her historie hra SimCity 2000 umístila na 13. místě.